# Pałka wąskolistna

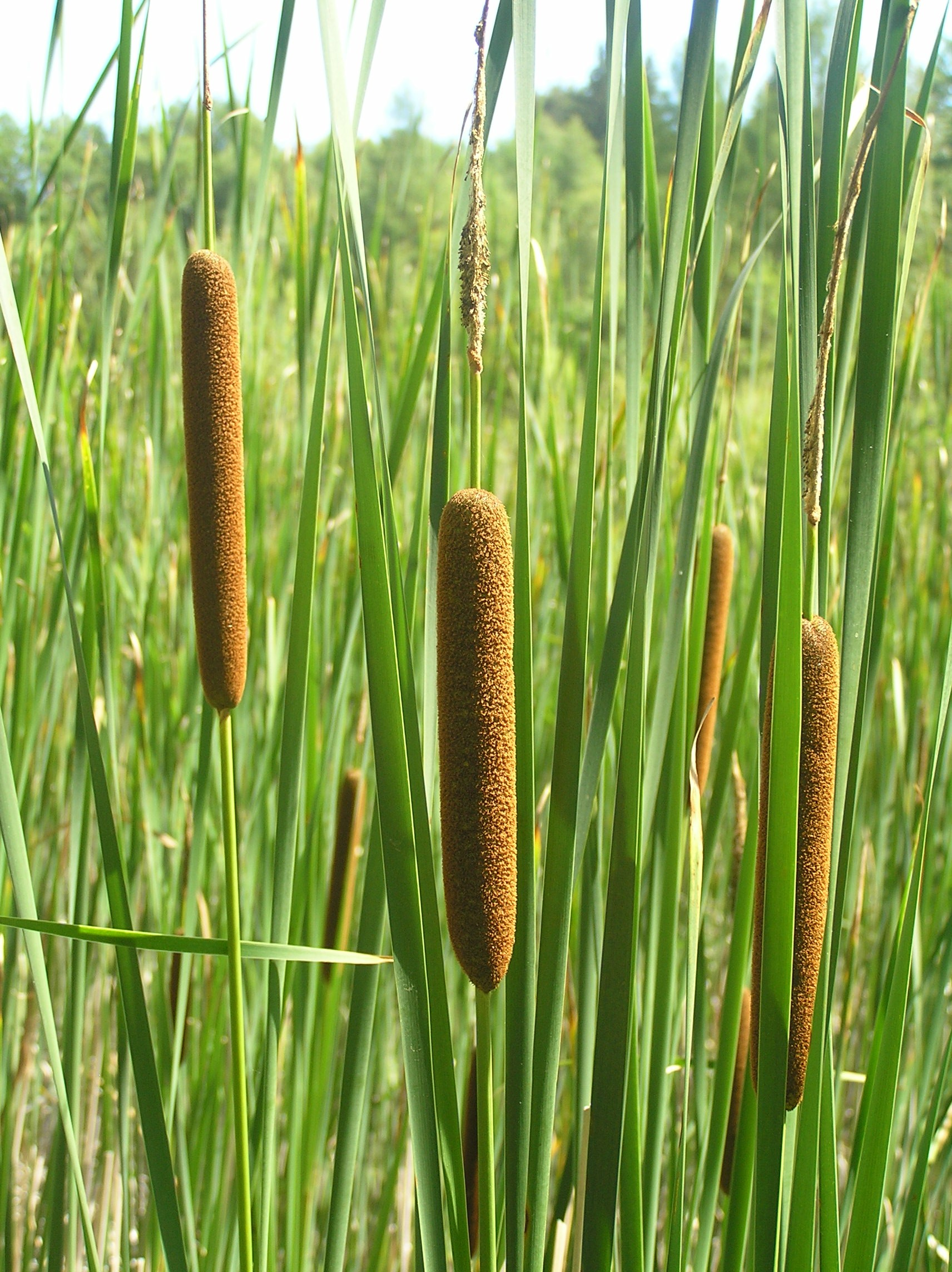
Kwiatostany pałki wąskolistnej

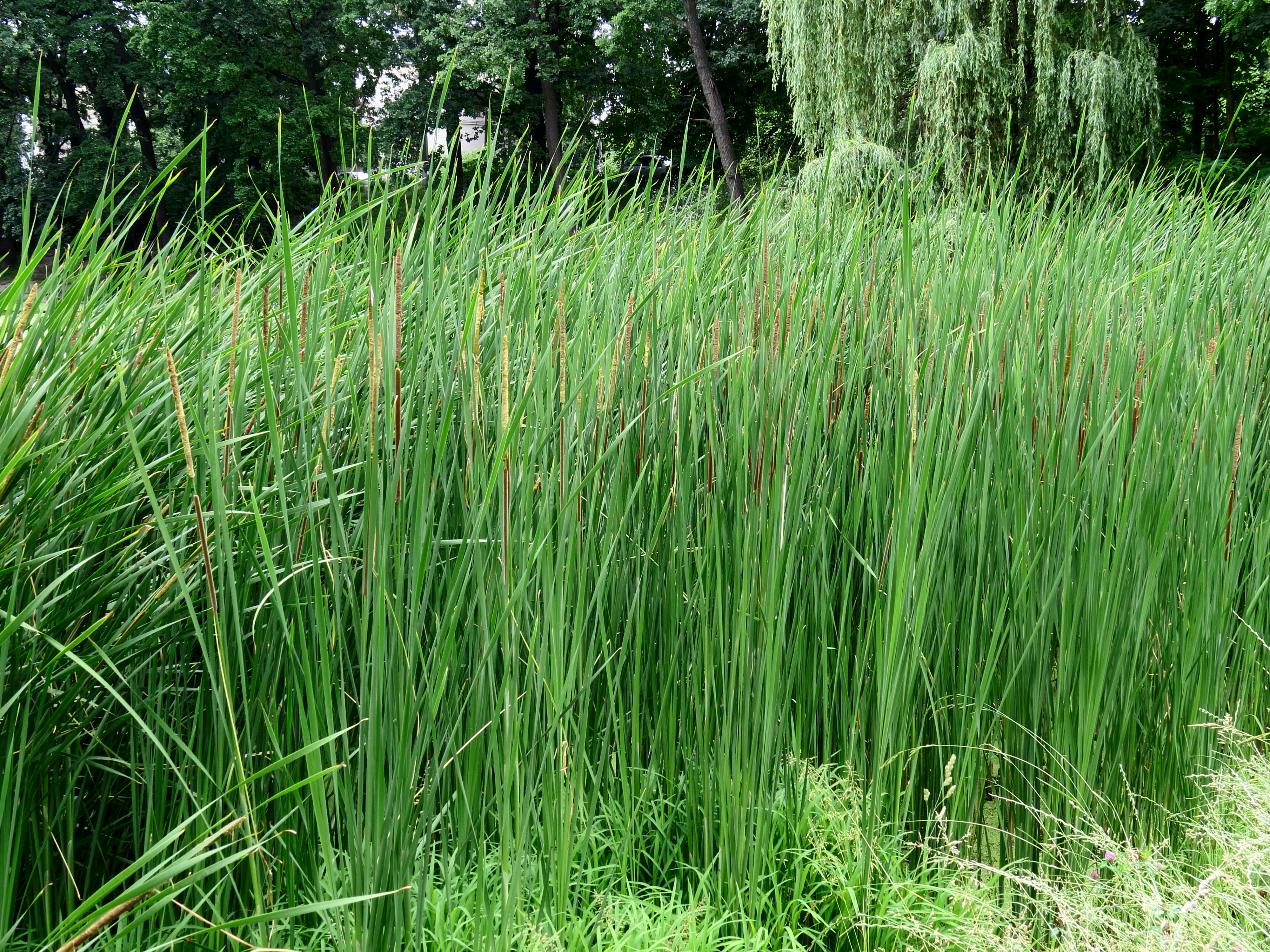
Szuwar pałki wąskolistnej

Pałka wąskolistna (Typha angustifolia, L.) – gatunek roślin należący do rodziny pałkowatych (Typhaceae). Gatunek szeroko rozprzestrzeniony. Rośnie dziko w Europie, Azji, Ameryce Północnej i niektórych krajach Afryki Północnej W Polsce roślina na niżu jest dość pospolita, rzadko natomiast występuje w wyższych położeniach górskich.

## Morfologia
ŁodygaProsta, wzniesiona, sztywna, walcowata, wysokości od 1 do 2,5 m. Kłącza płożące się po podłożu.
LiścieCiemnozielone, wzniesione, długości do 3 m, szerokości do 1 cm. Dłuższe od łodygi, przy podstawie rynienkowate. Ponad połowa objętości liści to przestwory powietrzne, a tylko około 10% to tkanka asymilacyjna.
KwiatyRoślina jednopienna, rozdzielnopłciowa. Kwiatostan typu kolba – w górnej części kwiaty męskie, w dolnej żeńskie, zawsze nieznacznie oddalone od siebie.
OwoceJednonasienne orzeszki, z pęczkiem włosków okwiatu (w formie puchu).

## Biologia i ekologia
RozwójRoślina kwitnie pomiędzy czerwcem a sierpniem, kwiaty zapylane są przez wiatr. Nasiona opatrzone aparatem lotnym przenoszone są przez wiatr, czasami również przez wodę. Kłącza i pędy najsilniej rozrastają się w maju i czerwcu. Rozmnaża się głównie przez nasiona, rozmnażanie wegetatywne odgrywa mniejszą rolę.
SiedliskoSpotykana w wodach stojących i wolno płynących od oligotroficznych do eutroficznych (stawy jeziora, brzegi rzek, rowy), na podłożu gliniastym lub piaszczystym. Rośnie do głębokości 1,5 m. Znosi dosyć duże wahania poziomu wody. Zazwyczaj występuje masowo, tworząc duże szuwary, często tworzące pas roślinności przybrzeżnej najdalej wnikający w toń wodną. Ma duży udział w zarastaniu zbiorników wodnych, w sukcesji roślin wodnych zwykle stanowi jednak fitocenozę dość krótkotrwałą. Może bowiem rozwijać się tylko w siedliskach, na których jej korzenie i kłącza są stale zanurzone w wodzie. Gdy teren, na którym rośnie, ulegnie zlądowaceniu, pałka ginie, jej miejsce zajmują inne gatunki szuwarowe lub mszysto-turzycowe. W klasyfikacji zbiorowisk roślinnych gatunek charakterystyczny dla zespołu Typhetum angustifoliae. W porównaniu do pałki szerokolistnej jest przystosowana do wzrostu na większej głębokości. Oba gatunki rosnąc w wodzie głębokiej miały węższe liście, więcej biomasy przypadało na liście oraz zmniejszeniu ulga intensywność rozmnażania wegetatywnego. Przy głębokości powyżej 15 pałka wąskolistna uzyskuje przewagę w konkurencji, właśnie dzięki wąskim liściom oraz rozmnażaniu głównie metodą generatywną. Niemniej, w niektórych regionach tak pałka wąskolistna, jak i szerokolistna, czy ich krzyżówki, zajmują siedliska o podobnej głębokości (która ponadto potrafi być zmienna sezonowo).
FizjologiaTransport gazów, O2 do korzeni i CO2 z korzeni do pędu odbywa się w wyniku konwekcji. Różnica ciśnień zmierzona dla roślin tego gatunku wynosiła 570 Pa. W efekcie gazy mogą poruszać się z prędkością do 3,5 cm3 min-1. Na tempo przemieszczania znacząco wpływa temperatura otoczenia oraz wilgotność względna. Nie obserwowano pływu światła na szybkość przemieszania gazów.
Oddziaływania międzygatunkoweZacieniony szuwar pałki wąskolistnej jest siedliskiem dla organizmów peryfitonowych o umiarkowanych wymaganiach świetlnych, głównie okrzemek, podczas gdy światłożądne gatunki, głównie z grupy zielenic zasiedlają go rzadziej. Jednym z częściej porastających pędy pałki wąskolistnej gatunków okrzemek jest Eunotia lunaris.
GenetykaLiczba chromosomów 2n = 30.

## Nazewnictwo
W polskim nazewnictwie ludowym i tradycyjnym funkcjonowały następujące nazwy: kijki, pałka mała, pałka mniejsza, pałka wodna, rogoża wąskolistna, rogóżka. Część z nich dotyczy też innych przedstawicieli rodzaju. Nazwy typhe używał Teofrast. Nawiązuje ona do oparów (typhos – 'dym, mgła, opary'). Naukowa nazwa gatunkowa to zestawienie łacińskich słów angustus – 'wąski' i folium – 'liść'.

## Zastosowanie
Pałka wąskolistna jest uprawiana jako roślina ozdobna w oczkach wodnych i stawach. Jest całkowicie mrozoodporna. Rozmnaża się z nasion lub przez podział na wiosnę. Ponieważ rozrasta się  intensywnie, można ją sadzić w miejscach, w których da się kontrolować jej rozrastanie się
.
- Gatunek wskaźnikowy wchodzący w skład Makrofitowego Wskaźnika Rzecznego z wartościami L=3 (wskaźnik eutrofii) i W=2 (gatunek o przeciętnej amplitudzie tolerancji ekologicznej)[17].